# دون ماكورماك
دون ماكورماك (بالإنجليزية: Don McCormack)‏ هو لاعب كرة قاعدة أمريكي، ولد في 18 سبتمبر 1955 في أوماك في الولايات المتحدة.